# The King of Fighters: Neowave
The King of Fighters: Neowave est un jeu de combat développé par SNK Playmore sorti en arcade sur Atomiswave en 2004. Il s'agit du premier épisode de la série The King of Fighters à ne pas être développé sur Neo-Geo AES et Neo-Geo MVS, SNK Playmore ayant décidé d'abandonner ce support.

## Listes des personnages par équipe
- Japan Team
  -  Kyo Kusanagi
  -  Benimaru Nikaido
  -  Goro Daimon
- KOF '99 Team
  -  K'
  -  Maxima
  -  Whip
- KOF '98 Team
  -  Yashiro Nanakase
  -  Chris
  -  Shermie
- KOF '97 Team
  -  Ryuji Yamazaki
  -  Blue Mary
  -  Billy Kane
- KOF '96 Team
  -  Iori Yagami
  -  Mature
  -  Vice
- Fatal Fury Team
  -  Terry Bogard
  -  Andy Bogard
  -  Joe Higashi
- Psycho Soldier Team
  -  Athena Asamiya
  -  Sie Kensou
  -  Chin Gentsai
- Art of Fighting Team
  -  Ryo Sakazaki
  -  Robert Garcia
  -  Takuma Sakazaki
- Ikari Team
  -  Leona
  -  Ralf
  -  Clark
- Dream Team
  -  Saisyu Kusanagi
  -  Kula Diamond
  -  Shingo Yabuki
- Korea Team
  -  Jhun Hoon
  -  Choi Bounge
  -  Chang Koehan
- Women Fighters Team
  -  Mai Shiranui
  -  Yuri Sakazaki
  -  King

## Personnages supplémentaires
Pour la version PlayStation 2, certains personnages de KOF 2002 ont été ajoutés à la grille de sélection, et sont à débloquer dans les différents modes de jeu qu'offre KOF Neowave. Voici les personnages que vous pourrez obtenir par la suite :
- Seth
- Angel
- May-Lee
- Kusanagi
- Kim Kaphwan
- Omega Rugal

## Adaptations
Une version PlayStation 2 est sortie le 21 juillet 2005 au Japon et le 31 octobre 2006 en Europe, publié par Ignition Entertainment. Une version Xbox a également vu le jour le 30 mars 2006 au Japon et le 11 avril 2006 aux États-Unis.